# Franciszek Kostrzewski

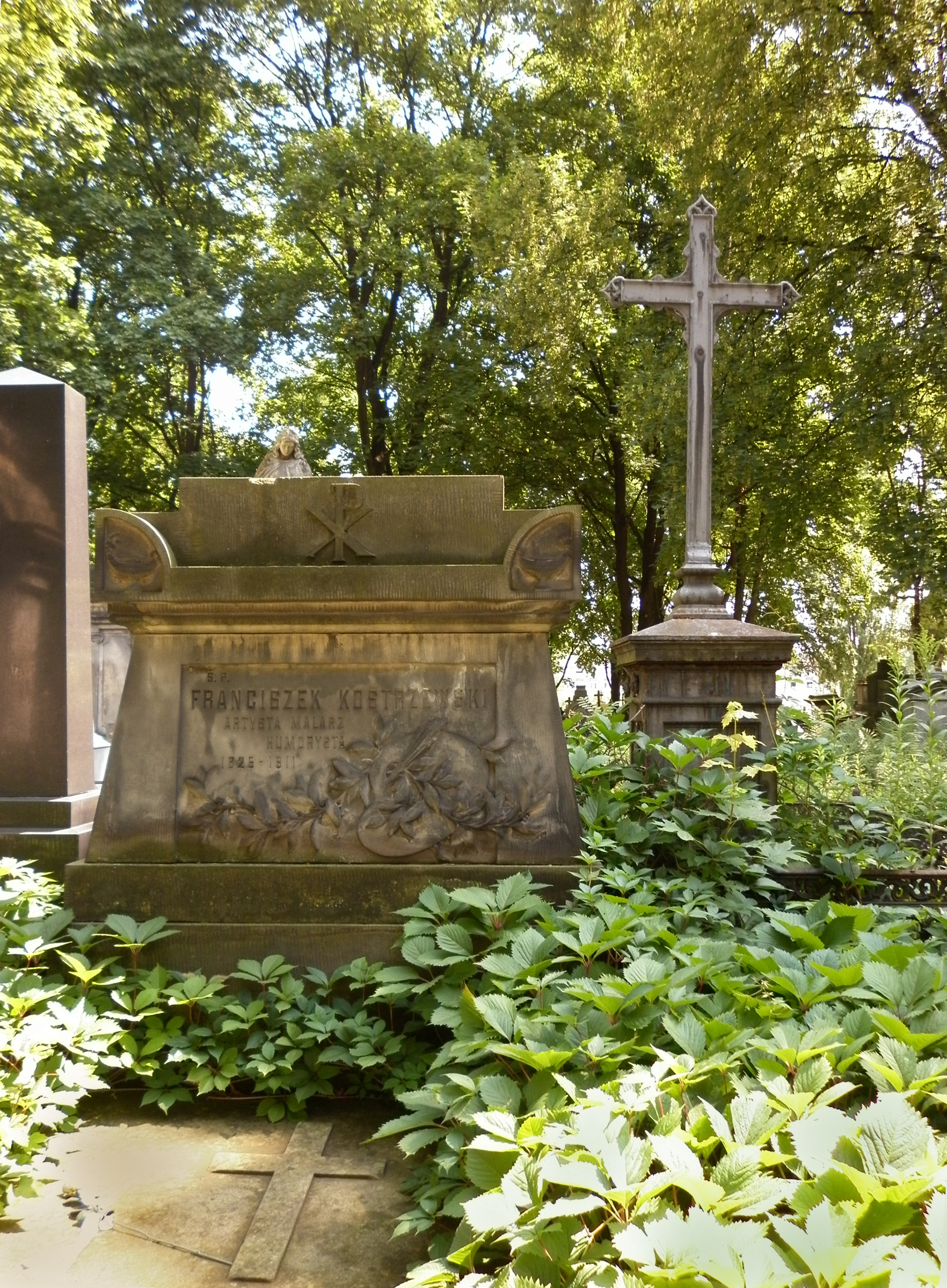
Grób Kostrzewskiego na Powązkach

Franciszek Kostrzewski (ur. 19 kwietnia 1826 w Warszawie, zm. 30 września 1911 tamże) – polski malarz realistyczny i rodzajowy, ilustrator, rysownik satyryczny i karykaturzysta.

## Rodzina
Był synem Franciszka, niezamożnego urzędnika, rządcy jednego ze szlacheckich pałaców zlokalizowanych przy ulicy Królewskiej w Warszawie, oraz Doroty ze Żbikowskich. W 1854 roku ożenił się z Lucyną z Żukowskich. Żona artysty zmarła w 1871 roku. Kostrzewski nie ożenił się powtórnie. Z małżeństwa z Lucyną miał troje dzieci – dwie córki (w tym amazonkę Marię) i syna Stanisława, który został malarzem.

## Życiorys
Franciszek Kostrzewski urodził się w Warszawie, jednak w 1831 roku, podczas powstania listopadowego, jego rodzina przeniosła się do jednego z ziemskich majątków znajdujących się w województwie sandomierskim. Kostrzewscy zostali już tam na stałe, zaś młody Franciszek podjął naukę w Warszawie. Ukończył 5 klas gimnazjum i stracił wkrótce zainteresowanie nauką – od najmłodszych lat ponad wszystko pasjonował go rysunek i studium natury. Ojciec miał już jednak plany wobec jego przyszłości i dzięki znajomościom umieścił go jako aspiranta w jednym z warszawskich urzędów. Wkrótce Franciszek został zwolniony, ponieważ naczelnik urzędu zauważył jego rysunki na ważnych urzędowych aktach. Po tym wydarzeniu ojciec uległ i pozwolił mu na studia artystyczne. Osiemnastoletni Franciszek rozpoczął więc studia w nowo otwartej w 1844 roku Warszawskiej Szkole Sztuk Pięknych.
Był nauczycielem Józefa Szermentowskiego, Stanisława Lubomirskiego, Feliksa Czackiego, Marii ordynatowej Zamoyskiej i jej siostry hr. Krasickiej, hr. Władysławowej Ptaterowej, Konstantowej z Platerów Przeździeckiej i innych.
Swoje życie Franciszek Kostrzewski opisał w "Pamiętniku" wydanym w Warszawie w 1891 roku. Z jego ilustracjami ukazały się "Szkice i obrazki" wydane w Warszawie w 1858 roku. 
Został pochowany na cmentarzu Powązkowskim (kwatera 181-4-20/21). 

## Kariera artystyczna
W Warszawskiej Szkole Sztuk Pięknych Franciszek Kostrzewski studiował pod kierunkiem m.in. Jana Feliksa Piwarskiego, Chrystiana Breslauera oraz Aleksandra Kokulara. Podczas studiów odbywał częste podróże po kraju i malował pejzaże oraz sceny rodzajowe z udziałem ludności miast, miasteczek oraz wsi, utrwalając obrazy z życia codziennego tamtych czasów. Kostrzewski wraz z kolegami ze studiów, między innymi Wojciechem Gersonem, Juliuszem Kossakiem i Henrykiem Pillatim, stworzyli grupę artystyczną zwaną „cyganerią” malarską, skupioną wokół postaci Marcina Olszyńskiego, ich mecenata i serdecznego przyjaciela. Owocem ich wspólnej pracy były tzw. „Albumy”, zawierające szkice z wędrówek i życia codziennego grupy przyjaciół.
W 1856 roku odbył kilkumiesięczną podróż artystyczną przez Niemcy do Paryża. Po powrocie do Polski w 1856 roku rozpoczął działalność ilustratorską, w 1870 roku całkowicie już niemal porzuciwszy malarstwo. Jego ilustracje ukazywały się w czasopismach warszawskich – „Tygodniku Ilustrowanym”, „Kłosach”, „Musze”, „Wędrowcu” i innych. Ilustrował także książki, m.in. Bolesława Prusa i Józefa Ignacego Kraszewskiego. Pochowany na cmentarzu Powązkowskim (kwatera 181-4-20/21).

## Pierwsze komiksy / Prakomiksy
Franciszek Kostrzewski jest autorem jednych z najstarszych polskich komiksów. Taką opowieścią była „Historya Jedynaczka w 32 obrazkach”, której pierwszy odcinek ukazał się w trzecim numerze „Tygodnika Ilustrowanego” z dnia 3.X.1859. Odcinki „Historyi Jedynaczka” pojawiły się także w numerach 5, 7, 10 i 11 z roku 1859. Podobnym cyklem obrazkowym jest „Historya Jedynaczki w 22 obrazkach”, zamieszczony w numerach 24, 26, 28, 29 i 30 z roku 1860. W kolejnych latach komiksy Kostrzewskiego ukazywały się także w „Kłosach”. 
Historie obrazkowe Franciszka Kostrzewskiego ukazywały się już w drugiej połowie XIX wieku, jednak ze względu na ich sporadyczny charakter za początek polskiego komiksu uważa się serię „Ogniem i mieczem, czyli Przygody szalonego Grzesia”, opublikowaną w 1919 roku w lwowskim czasopiśmie satyryczno-politycznym „Szczutek”, która to zapoczątkowała dużą popularność opowieści obrazkowych i liczne publikacje w prasie, a także w książeczkach, zaś Franciszka Kostrzewskiego uważa się za prekursora polskiego komiksu. 

## Galeria

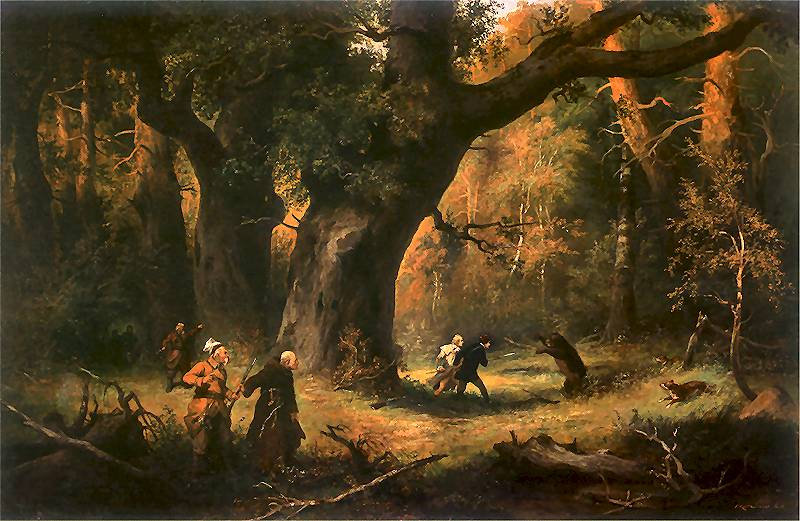
Polowanie (ilustracja do IV księgi Pana Tadeusza), 1886
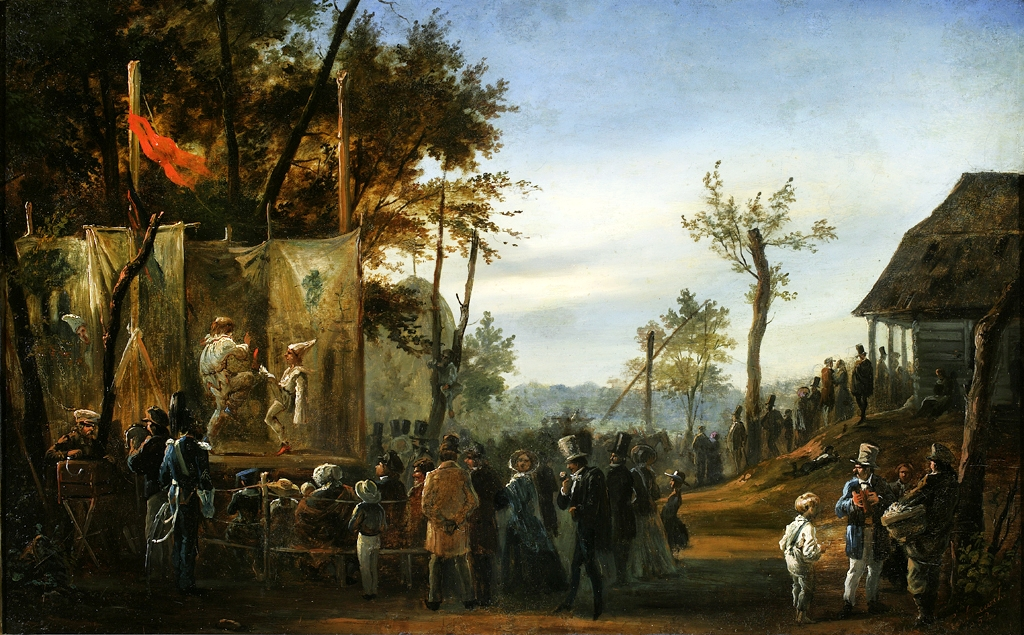
Cyrk na Saskiej Kępie, 1852
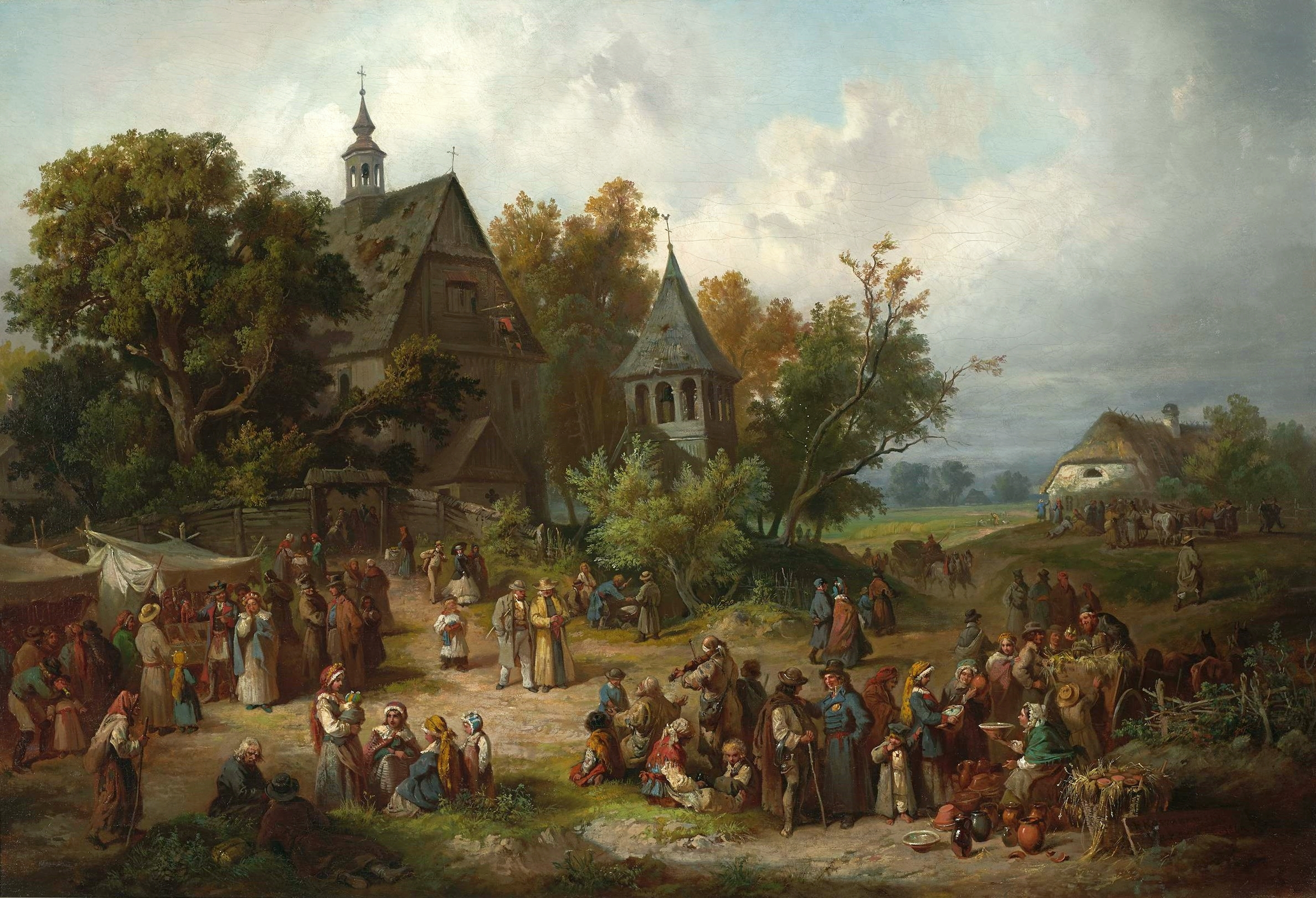
Odpust na wsi, 1866
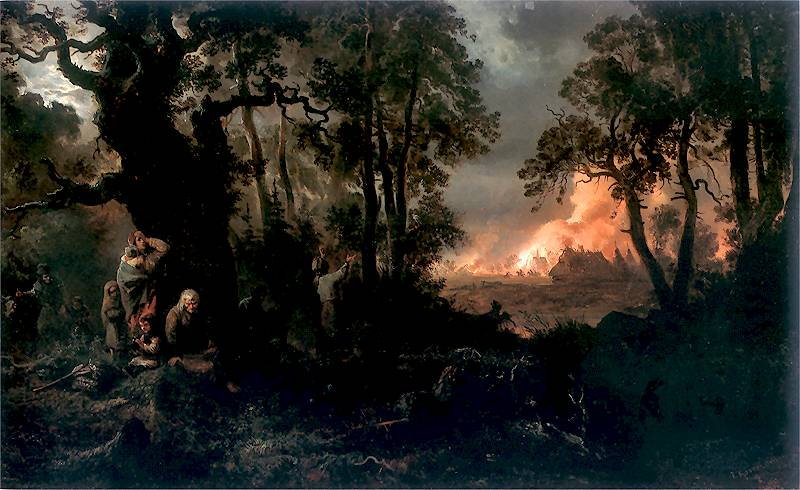
Pożar na wsi, 1862
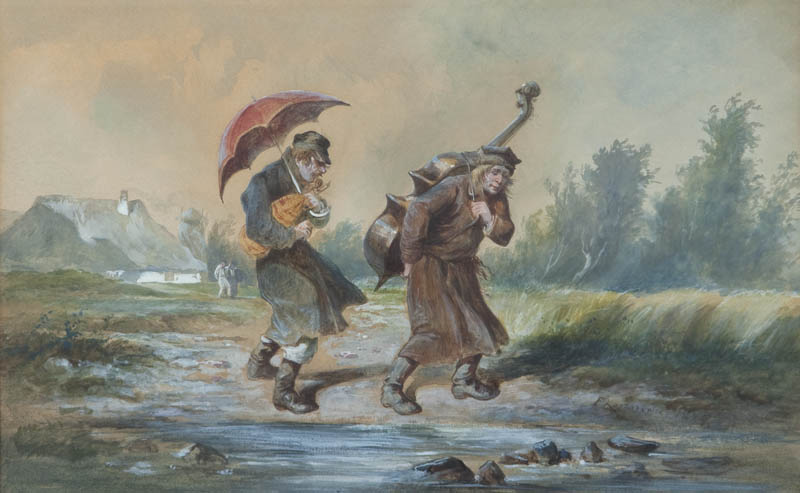
Wędrowni muzykanci, 1884
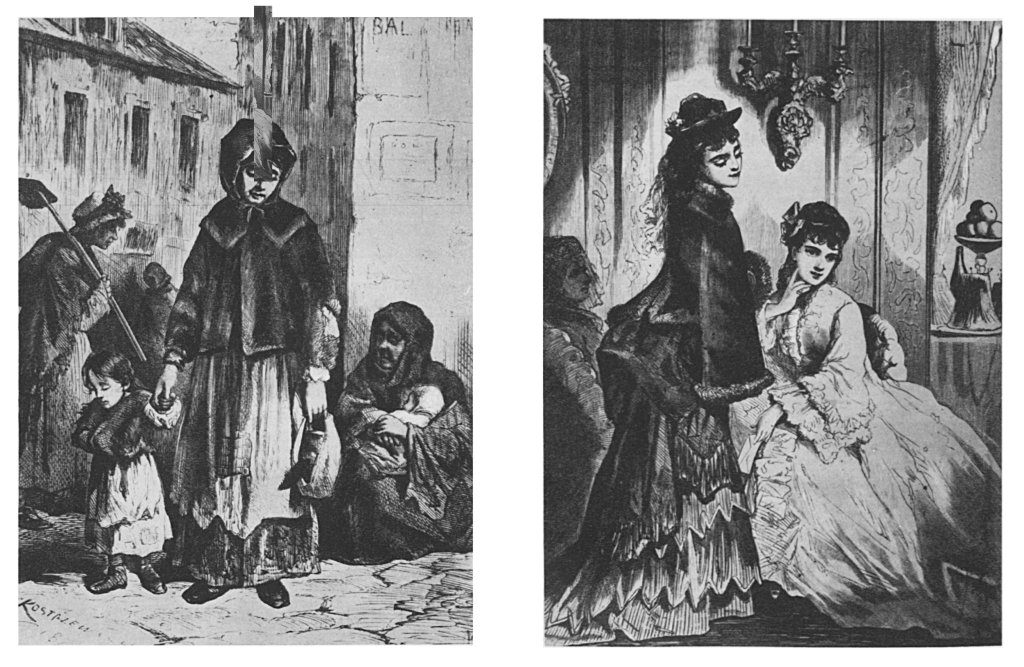
Czy będziemy dziś jedli? – Czy będziemy dziś tańczyły?, 1875